# リンカーン・マックラウチ
リンカーン・マックラウチ（Lincoln McClutchie、1999年4月12日 - ）は、スーパーラグビーモアナ・パシフィカに所属するラグビーユニオン選手。

## プロフィール
- ニュージーランド・ワイロア出身。
- ポジションはスタンドオフ(SO)、フルバック(FB)。
- 身長は174cm、体重は84kg。
- 高校ニュージーランド代表に選ばれたことがある[1]。

## 略歴
ホークスベイを経て、2019年、NTTドコモレッドハリケーンズ(現・NTTドコモレッドハリケーンズ大阪)に加入。
2020年1月18日にジャパンラグビートップリーグ第1節東芝ブレイブルーパス戦に途中出場で日本での公式戦初出場を果たす。
同年5月、NTTドコモレッドハリケーンズ退団後、ホークスベイを経て、2021年、モアナ・パシフィカに加入。